# Saint-Satur
Saint-Satur è un comune francese di 1 678 abitanti situato nel dipartimento del Cher, nella regione del Centro-Valle della Loira.

## Società

### Evoluzione demografica
Abitanti censiti